# Робертспорт
Робертспорт (англ. Robertsport) — місто в Ліберії, адміністративний центр графства Гранд-Кейп-Маунт.

## Географія
Розташований на північному заході країни, на узбережжі Атлантики неподалік від кордону зі Сьєрра-Леоне.

### Клімат
Місто знаходиться у зоні, котра характеризується мусонним кліматом. Найтепліший місяць — березень із середньою температурою 27.2 °C (81 °F). Найхолодніший місяць — серпень, із середньою температурою 23.9 °С (75 °F).
| Клімат Робертспорта     | Клімат Робертспорта | Клімат Робертспорта | Клімат Робертспорта | Клімат Робертспорта | Клімат Робертспорта | Клімат Робертспорта | Клімат Робертспорта | Клімат Робертспорта | Клімат Робертспорта | Клімат Робертспорта | Клімат Робертспорта | Клімат Робертспорта | Клімат Робертспорта |
| Показник                | Січ.                | Лют.                | Бер.                | Квіт.               | Трав.               | Черв.               | Лип.                | Серп.               | Вер.                | Жовт.               | Лист.               | Груд.               | Рік                 |
| Абсолютний максимум, °C | 33                  | 32                  | 33                  | 33                  | 32                  | 32                  | 30                  | 30                  | 30                  | 32                  | 33                  | 32                  | 33                  |
| Середній максимум, °C   | 31                  | 31                  | 32                  | 31                  | 31                  | 29                  | 26                  | 26                  | 27                  | 29                  | 30                  | 30                  | 30                  |
| Середня температура, °C | 26                  | 26                  | 27                  | 27                  | 27                  | 25                  | 24                  | 23                  | 24                  | 25                  | 26                  | 25                  | 26                  |
| Середній мінімум, °C    | 21                  | 22                  | 22                  | 23                  | 23                  | 22                  | 22                  | 21                  | 22                  | 22                  | 22                  | 21                  | 22                  |
| Абсолютний мінімум, °C  | 17                  | 20                  | 20                  | 21                  | 21                  | 21                  | 21                  | 19                  | 21                  | 19                  | 18                  | 18                  | 17                  |
| Норма опадів, мм        | 30                  | 0                   | 10                  | 180                 | 250                 | 480                 | 800                 | 920                 | 920                 | 370                 | 110                 | 80                  | 4200                |
| Днів з дощем            | 1                   | 0                   | 1                   | 7                   | 8                   | 18                  | 18                  | 23                  | 24                  | 17                  | 7                   | 6                   | 133                 |
| Вологість повітря, %    | 83                  | 80                  | 79                  | 80                  | 81                  | 84                  | 86                  | 88                  | 89                  | 86                  | 83                  | 84                  | 84                  |
| ----------------------- | ------------------- | ------------------- | ------------------- | ------------------- | ------------------- | ------------------- | ------------------- | ------------------- | ------------------- | ------------------- | ------------------- | ------------------- | ------------------- |
| Джерело: Weatherbase    |                     |                     |                     |                     |                     |                     |                     |                     |                     |                     |                     |                     |                     |